# Plasa Dunărea, județul Vlașca

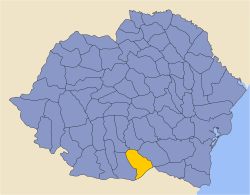
Plasarea geografică a județului Vlașca în cadrul României Mari

Plasa Dunărea, a fost o subdiviziune administrativă de ordin doi a județului interbelic Vlașca.

## Organizare
Teritoriul județului fusese împărțit în cinci plăși până în anii 1930,
- 1. Plasa Călugăreni,
- 2. Plasa Câlniștea,
- 3. Plasa Dunărea,
- 4. Plasa Glavacioc și
- 5. Plasa Neajlov.

În 1938 județul avea  șapte plăși, cele cinci anterioare, Călugăreni, Câlniștea, Dunărea, Glavacioc, și Neajlov, la care s-au adăugat ulterior alte două, 
- 6. Ghimpați și
- 7. Siliștea, ambele rezultate prin reorganizarea parțială a teritoriului județului.

## Populație, demografie
Conform datelor recensământului din 1930 populația județului era de 296.412 locuitori, dintre care 97,1% români, 2,2% țigani, 0,2% maghiari ș.a. Sub aspect confesional populația era formată din 99,4% ortodocși, 0,2% romano-catolici, 0,1% adventiști ș.a.

### Mediul urban
În 1930 populația urbană a județului era de 31.016 locuitori, dintre care 92,7% români, 2,4% țigani, 1,0% maghiari, 0,7% evrei ș.a. Din punct de vedere confesional orășenimea era alcătuită din 96,4% ortodocși, 1,3% romano-catolici, 0,8% mozaici ș.a.